# KBS 네트워크
KBS 네트워크는 2005년 12월 1일부터 2010년 5월 7일까지 방송되었던 지역방송국 프로그램이었다. 그후 6시 내고향으로 통합되어 현재 방영하여 오늘에 이르고 잇다.

## 기획 의도
전국 9개 총국에서 제작한 지역 프로그램을 방송하는 지역방송국 프로그램이다.

## 지역 연결
- KBS 춘천방송총국 : 윤석황, 박지현
- KBS 대전방송총국 :
- KBS 청주방송총국 :
- KBS 대구방송총국 : 前 전현무, 前 도경완 - 박은정, 前 한효연
- KBS 광주방송총국 :
- KBS 부산방송총국 :
- KBS 제주방송총국 : 가애란[1] 外
- KBS 창원방송총국 : 前 노병무, 엄지인

## 같이 보기
- 6시 내고향

1. ↑  공채 34기 본사이자, 제주총국 지역근무 당시였다. 현재 6시 내고향 여자 재진행 MC, TV비평 시청자데스크 여자MC, 국악한마당 3번 이상 여자 MC